# Necarinske barijere
Necarinske barijere u trgovini podrazumijevaju, u najširem smislu, sve one mjere koje se ne vezuju za uvoz ili izvoz robe, tj. za carine. Ekonomisti koji promatraju nesmetano obavljanje međunarodne trgovine preko nacionalnih granica, sasvim je svejedno da li će ih se nazivati barijerama, preprekama ili poremećajima trgovine, ali trgovinski pregovarači najčešće koriste termin “mjere”, jer ga promatraju najneutralnijim. Navedena neutralnost u Svjetskoj trgovinskoj organizaciji i UNCTAD-u posebice je bitna, jer svaka od takvih mjera može da se javi kao osjetljiv predmet procjene usaglasnosti s pravilima i, u krajnjem slučaju, arbitriranja u organu za rješavanje sporova. 
Broj necarinskih mjera je izuzetno veliki, te se njihov broj vremenom ne umanjuje, no naprotiv. Premda je bilo pokušaja njihovog klasificiranja, još nema univerzalnog definiranja. Određene mjere su podvrgnute međunarodnim pravilima, kao što su kvantitativne restrikcije, uvozne dozvole, dragovoljna ograničenja izvoza i prelevmani, za koje je već u Urugvajskoj rundi dogovoreno da se izraze u vidu carinskog ekvivalenta. Sporazumi Svjetske trgovinske organizacije o sanitarnim i fitosanitarnim mjerama, tehničkim barijerama u trgovini, carinskom vrednovanju, pravilima o porijeklu i postupcima izdavanja uvoznih dozvola, reguliraju pojedine od navedenih mjera.